# Reisessig

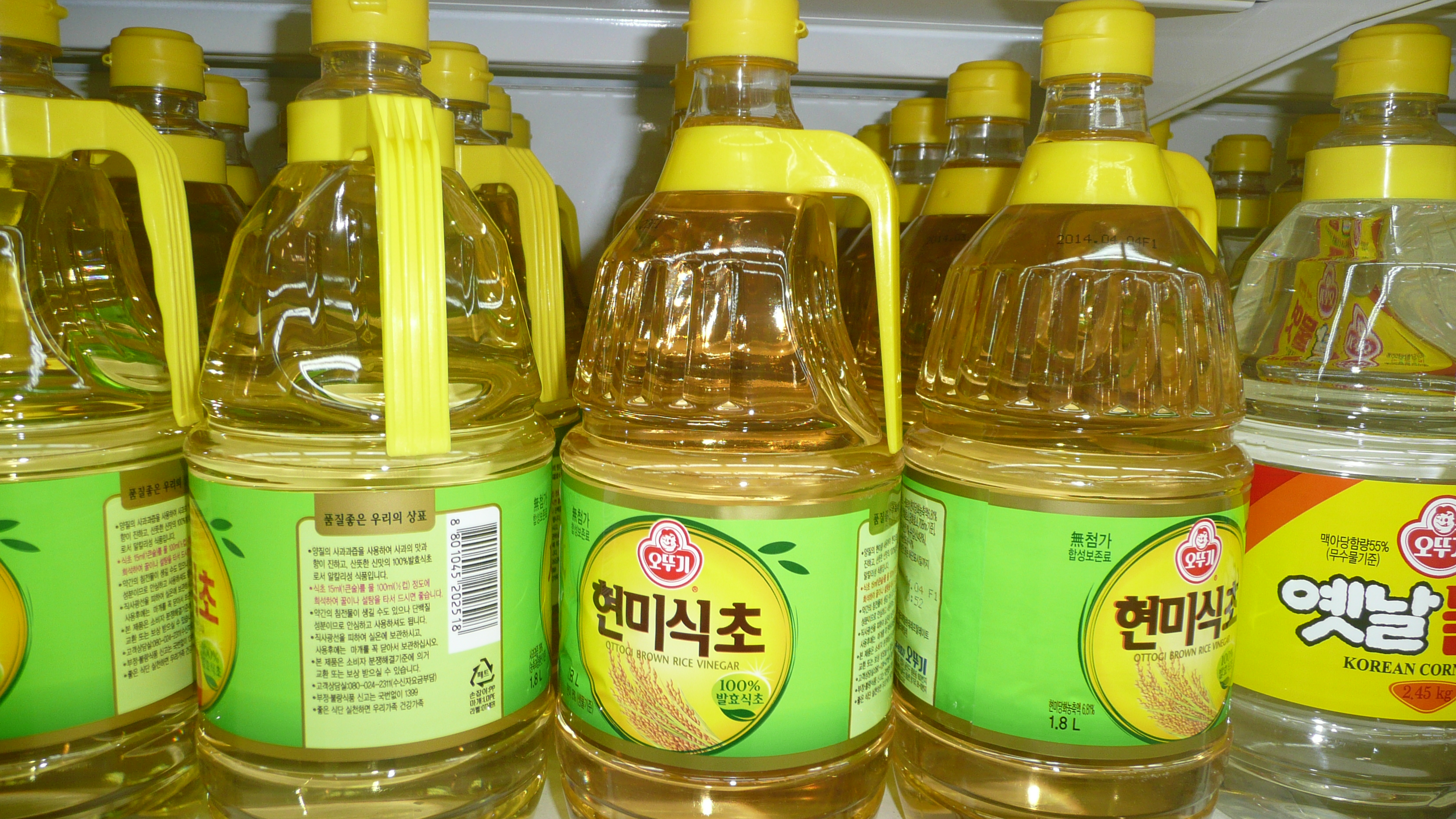
Koreanischer Reisessig

Reisessig (jap. Komesu 米酢) ist Essig, der aus fermentiertem Reis oder Reiswein hergestellt wird. Reisessig ist ein milder Essig, da er nur drei bis vier Prozent Essigsäure aufweist.

## Säuregehalt

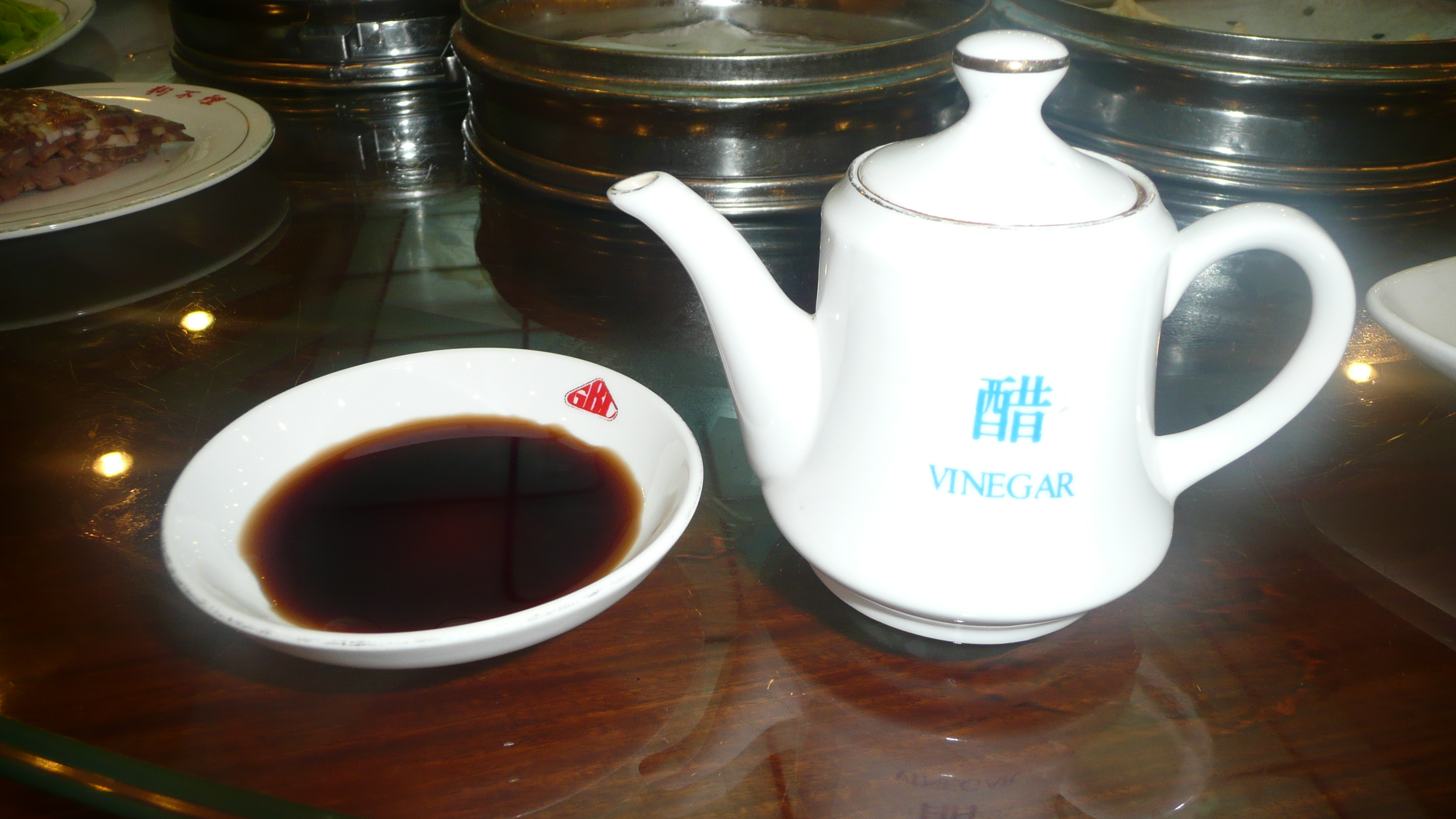
Chinesischer brauner Reisessig

Im Vergleich zu den in Europa verbreiteten Branntweinessig, Obstessig oder Essig aus Traubenwein ist Reisessig üblicherweise milder, da er weniger Essigsäure enthält – nur etwa drei bis vier Prozent anstatt fünf bis sechs Prozent. Das liegt allerdings nicht am Ausgangsstoff, sondern an den Wünschen der asiatischen Verbraucher, die einen milderen Essig bevorzugen. Prinzipiell würde Reisessig bei gleichem Verfahren ebenso stark werden wie andere Essigsorten. Gesetzlich muss Essig in Deutschland mindestens fünf Prozent Säure enthalten, im Falle von Reisessig sehen die Behörden aber offenbar von der Durchsetzung dieser Regel ab.

## Würzmittel
Reisessig findet häufig Verwendung zum Würzen des Reises für Sushi. Häufig wird er als Sushinoko eingesetzt, dabei handelt es sich um eine Reisessigpulvermischung für das Reiskochwasser. In diesem Pulver ist die Essigsäure, die selbst eine Flüssigkeit ist und daher nicht direkt eingetrocknet werden kann, chemisch gebunden. Erst beim Kontakt mit Wasser entsteht wieder Essigsäure. Ein Teelöffel reicht dabei für circa 300 Gramm Reis. Reisessig wird auch zur Herstellung von Beilagen, zum Würzen von Suppen und zum Marinieren verwendet.